# تشين فانجيون
تشين فانجيون (بالصينية: 陈芳允)(3 أبريل 1916 - 29 أبريل 2000) مهندس كهرباء صيني. يعتبر مؤسس هندسة الإلكترونيات اللاسلكية في الصين، كانت مساهماته محوريه في تطوير أنظمة القياس عن بعد وانظمة التتبع والقيادة التي تتحكم في الأقمار الصناعية والصواريخ في الصين، وكانت مساهماته مهمه أيضا في التطوير المبكر لنظام الملاحة عبر الأقمار الصناعية الصيني بايدو. كان أكاديميًا في الاكاديمية الصينية للعلوم والأكاديمية الدولية للملاحة الفضائية، وحصل على وسام الاستحقاق لعمله في مشروع قنبلتين وقمر صناعي واحد في عام 1999. سمي الكويكب 10929 تشين فانجيون باسمه.

## النشأة والتعليم
ولد تشين في 3 أبريل 1916 في هوانغيان، تايتشو، تشجيانغ، جمهورية الصين. تخرج من مدرسة مقاطعة هوانغ يان في عام 1931، ومدرسة شانغهاي بودونغ الثانوية في عام 1934.
التحق بجامعة تسينغ هوا عام 1934 وتخرج منها بدرجة البكالوريوس في الفيزياء عام 1938. عندما كان طالبًا في جامعة تسينغ هوا، شارك في حركة 9 ديسمبر في عام 1935 ضد العدوان الياباني في شمال الصين.

## المسار المهني
خلال الحرب الصينية اليابانية الثانية، قام تشين بالتدريس وإجراء البحوث في معهد بحوث الراديو بجامعة تسينغ هوا، وعمل لاحقًا في مصنع راديو تشنغدو. بعد انتهاء الحرب، ذهب إلى بريطانيا عام 1945 وعمل لمدة ثلاث سنوات كباحث في مصنع راديو إيه سي كوسور.
عاد تشين إلى الصين عام 1948. وكان أحد العلماء الذين أسسوا معهد الإلكترونيات التابع لأكاديمية العلوم الصينية. في المعهد، طور أول جهاز قياس في العالم للنبض فائق القصر، الذي يستخدم للتحقق من مستوى الإشعاع في التفجيرات النووية. في عام 1964، طور أول رادار صيني مضاد للتشويش للطائرات.
في أوائل السبعينيات، بدأ تشين في البحث وتطوير أنظمة القياس عن بعد والتتبع والقيادة التي تتحكم في الأقمار الصناعية على بعد عشرات الآلاف من الكيلومترات من الأرض. كان النظام الذي اقترحه حاسمًا في الإطلاق الناجح لأول قمر صناعي للاتصالات متزامن مع الأرض في الصين في أبريل 1984، وحصل على التكريم الخاص جائزة الدولة للتقدم العلمي والتكنولوجي في العام التالي. بناءً على عمل تشين الرائد، تم نشر شبكة من أنظمة القياس عن بعد والتتبع والقيادة منذ ذلك الحين للسيطرة على الأقمار الصناعية والصواريخ الصينية.:155 كما طرح نظريات ومقترحات تؤدي إلى إنشاء نظام بايدو للملاحة بالاقمار الاصطناعية وتطويره المبكر، وهو نظام الملاحة عبر الأقمار الصناعية الصيني الذي تم بناؤه كبديل لنظام تحديد المواقع العالمي الأمريكي.
كتب تشين وثلاثة علماء بارزين آخرين - وانج داهنغ، ووانغ غانتشانغ ويانغ جياتشي - رسالة إلى دنج شياو بينغ في مارس 1986 يدعون فيها إلى تطوير التقنيات الإستراتيجية. قبل دينغ اقتراحهم، الذي أدى إلى ولادة برنامج 863 المؤثر في تكنولوجيا الصين، الذي سمي على اسم تاريخ رسالتهم.
توفي تشين في 29 أبريل 2000 عن عمر يناهز 84 عامًا.

## التكريم والتقدير
انتخب تشين كأكاديمي في الأكاديمية الصينية للعلوم في عام 1980. كان أيضًا أكاديميًا في الاكاديمية الدولية للملاحة الفضائية وشغل منصب نائب رئيس الاتحاد الدولي للملاحة الفضائية.
حصل تشين على وسام قنبلتين وقمر صناعي الفضائي في عام 1999. سمي الكويكب 10929 تشين فانجيون، الذي اكتشفه برنامج الكويكب شميدت سي سي دي في بكين عام 1998، باسمه.